# Głowocis japoński
Głowocis japoński (Cephalotaxus harringtonia K. Koch) — gatunek krzewu lub niskiego drzewa, należący do rodziny cisowatych. Naturalnie występuje na terenie Azji — w Północnych Chinach, Japonii, Korei, Mandżurii i Syberii.

## Morfologia

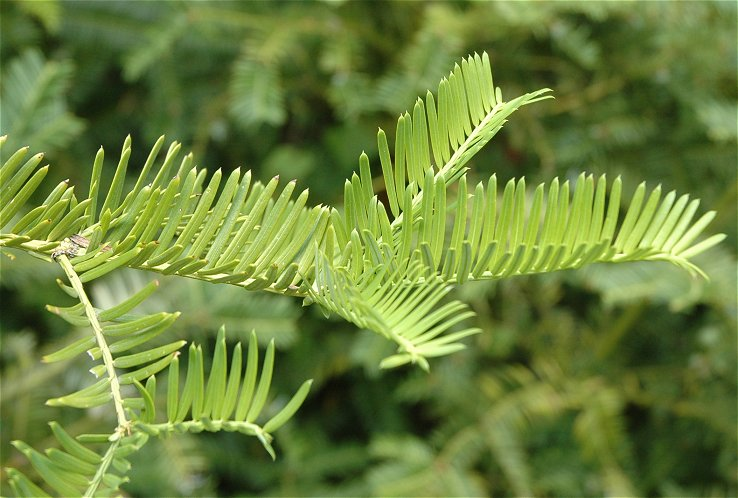
Pędy z liśćmi

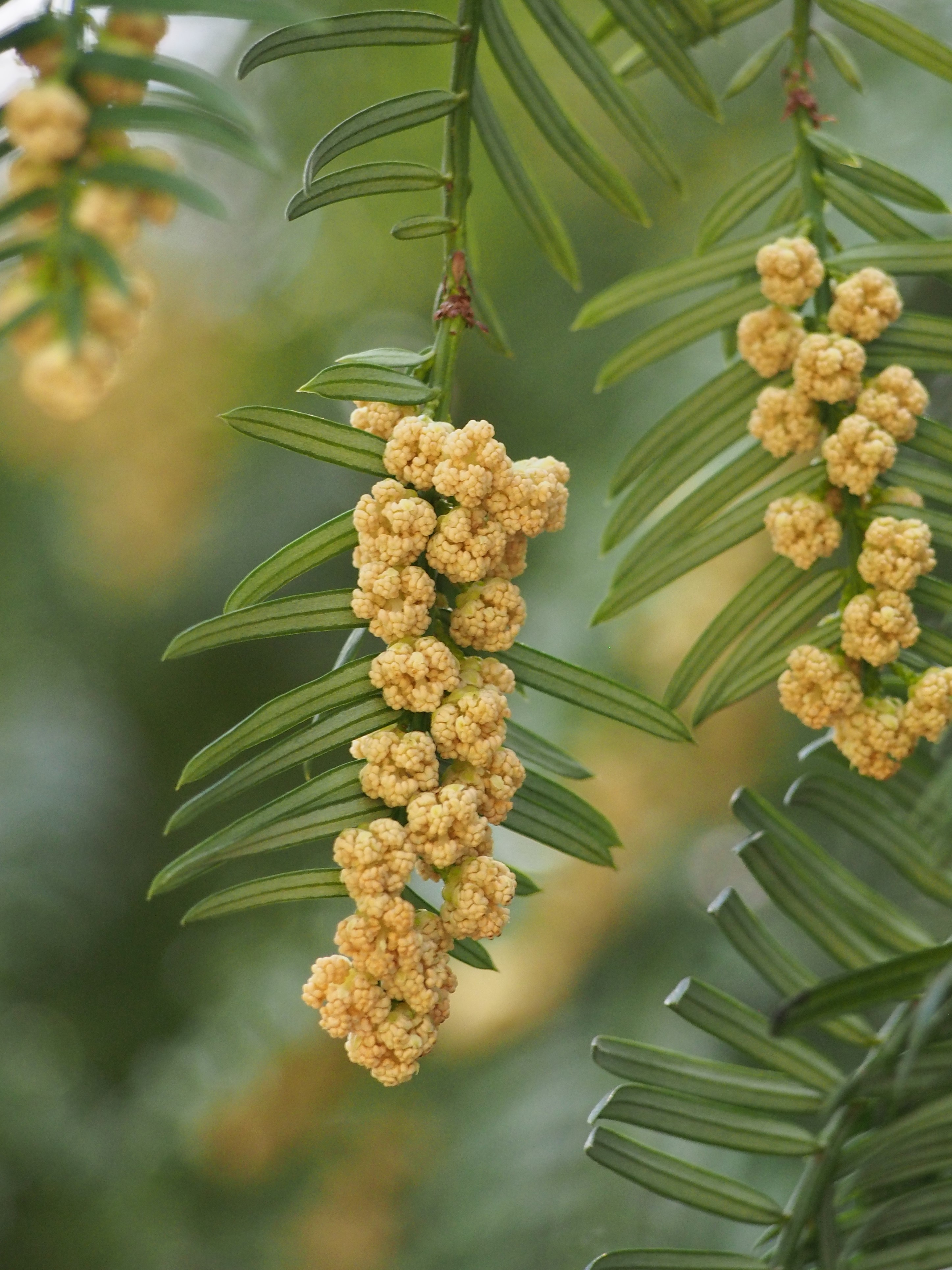
Kwiaty

PokrójZaokrąglony.
PieńPo 10 latach osiąga ok. 1 m wysokości i 1 m szerokości. Maksymalnie 6 metrów wysokości.
IgłyDługości 5 cm i szerokości 0,3 cm na spodniej stronie mają dwa jasnosrebrzyste równoległe prążki.
NasionaOwalne, zebrane po kilka na krótkich szypułkach, na dolnej stronie pędów. Okryte mięsistą osnówką. Długości 2–3 cm. Dojrzewają w drugim roku.
KwiatyNiepozorne.
KoraBrązowa, łuszcząca się.
SiewkaPosiada dwa liścienie.

## Systematyka i zmienność
Odmiana biologiczna:
- głowocis japoński pestkowaty (Cephalotaxus harringtonia var. drupacea (Sieb. & Zucc.) Koidz. 1930) — dorasta do 1,5 m.

Odmiana uprawna:
- głowocis japoński 'Fastigiata' — pokrój prawie kolumnowy, gałęzie wzniesione stromo do góry, układ igieł spiralny.

## Uprawa
W Polsce okazy tego gatunku znajdują się m.in. w arboretum w Ogrodzie Botanicznym PAN w Warszawie (rosną tam 3 sztuki), Ogrodzie Botanicznym UWr we Wrocławiu czy w arboretum w Wojsławicach.
Historia uprawyPierwsze uprawy w Wielkiej Brytanii w 1829 roku.
WymaganiaGleby kwaśne, ciężkie i gliniaste. Toleruje kredowe. Stanowisko wilgotne i chłodne, w częściowym lub całkowitym cieniu. W Polsce mogą przemarzać.
RozmnażanieZ pędów końcowych pobieramy półzdrewniałe lub zdrewniałe sadzonki. Sadzonki z pędów bocznych nie wykształcają pędu wiodącego.